# El sur (película)
El sur es una película española dirigida por Víctor Erice y producida por Elías Querejeta basada en la novela corta homónima, de Adelaida García Morales. Se estrenó en Madrid, en el año 1983 y obtuvo varios premios de gran relevancia en certámenes españoles y extranjeros.

## Sinopsis
En la "Gaviota", una casa de las afueras de una ciudad del norte de España, viven Agustín Arenas, emigrado del sur, médico y zahorí y su mujer Julia que cuida de su única hija llamada Estrella. Estrella va creciendo y se encuentra fascinada por su padre, al cual observa en todo momento, pero al que no comprende en absoluto. La admiración de Estrella por su padre se mezcla con el desconcierto que provoca su desapego familiar y su errático comportamiento. Sin embargo, poco a poco Estrella va descubriendo a medida que transcurre su adolescencia, las circunstancias que configuraron la personalidad de Agustín y que condicionaron inevitablemente sus vidas.

## Personajes
| Actor / Actriz              | Personaje           |
| --------------------------- | ------------------- |
| Omero Antonutti             | Agustín Arenas      |
| Sonsoles Aranguren          | Estrella - 8 años   |
| Iciar Bollain               | Estrella - 15 años  |
| Lola Cardona                | Julia               |
| Rafaela Aparicio            | Milagros            |
| Aurore Clément              | Laura / Irene Ríos  |
| Maria Caro                  | Casilda             |
| Francisco Merino            | Enamorado           |
| José Vivó                   | Camarero            |
| Germaine Montero            | Doña Rosario        |
| José García García Morilla  | Chófer              |
| María Massip                | Estrella adulta     |
| José Luis Fernández 'Pirri' | Carioco             |
| Chus Lampreave              | Casilda             |
| Jesús Nieto                 | Agustín Arenas- voz |

## Datos de interés
Una de las cosas que hace especial a esta película es su principio. Muchos autores lo destacan como la creación por parte del director de una atmósfera que definirá lo que será el resto del filme. Esto lo consigue Erice al fijar la cámara en la cama de Estrella mientras van pasando los días, amanecer tras amanecer. Este repetido plano consigue generar en el espectador una sensación de soledad, tristeza, nostalgia. Hay que recordar que diez años antes, Víctor Erice consiguió crearse un nombre a nivel internacional gracias a su primer largometraje El espíritu de la colmena, impulsando así el cine español.
El sur es una película que estaba diseñada para tener una segunda parte, en la que Estrella, ya adolescente, viajaría a Carmona al conocer que tiene un hermanastro debido a la relación de su padre con otra mujer. El productor, Elías Querejeta, junto con Víctor Erice, acordaron que el rodaje del filme tardaría 81 días, pero este se interrumpió a causa de problemas con la financiación. Productor y director apalabraron retomar el rodaje de la segunda parte una vez solucionado el tema financiero. Pero, el éxito de la película fue tal que salió seleccionada para el Festival de Cannes y reunió muy buenas críticas. Esto hizo que se dejara la película tal como estaba, ya que consideraban que el entusiasmo que reunieron en la primera parte ya se había perdido.

## Curiosidades
En la segunda parte de la película, que nunca se rodó, iba a aparecer la figura de Fernando Fernán Gómez para esta nueva aventura como tío de Estrella. 

## Localizaciones y rodaje
La película se rodó en Ezcaray, La Rioja (escena inicial), Madrid. y Zamora. Los exteriores del Hospital Provincial, donde trabaja Agustín, corresponden al edificio de la Beneficencia de Logroño, actual sede de algunas consejerías del Gobierno de La Rioja y del Conservatorio Profesional de Música. Los exteriores del Gran Hotel corresponden al de Logroño, que actualmente está ocupado por oficinas. El café en el que se leen las cartas corresponde al Café Barbieri ubicado en Barrio de Lavapiés, en Madrid. Asimismo, el cine Arcadia en el que se proyecta la película que interpreta Irene Ríos es una antigua sala de proyección, el Cinema Vesa, situado en Vitoria y que ha sido reconvertido en unas galerías comerciales que han conservado esa fachada tan peculiar, con forma de concha, que aparece en el filme de Erice.

## Premios obtenidos
| Premio                                              | Categoría               | Resultado |
| --------------------------------------------------- | ----------------------- | --------- |
| Muestra Internacional de Cine de São Paulo          | Mejor película          | Ganadora  |
| Hugo de Oro en el Festival de Chicago               | Mejor película          | Ganadora  |
| Festival de Cine Ibérico de Burdeos                 | Mejor película          | Ganadora  |
| Premios Sant Jordi                                  | Mejor película española | Ganadora  |
| Medallas del Círculo de Escritores Cinematográficos | Mejor director          | Ganador   |